# Van Rossem Tabak, Koffie en Thee

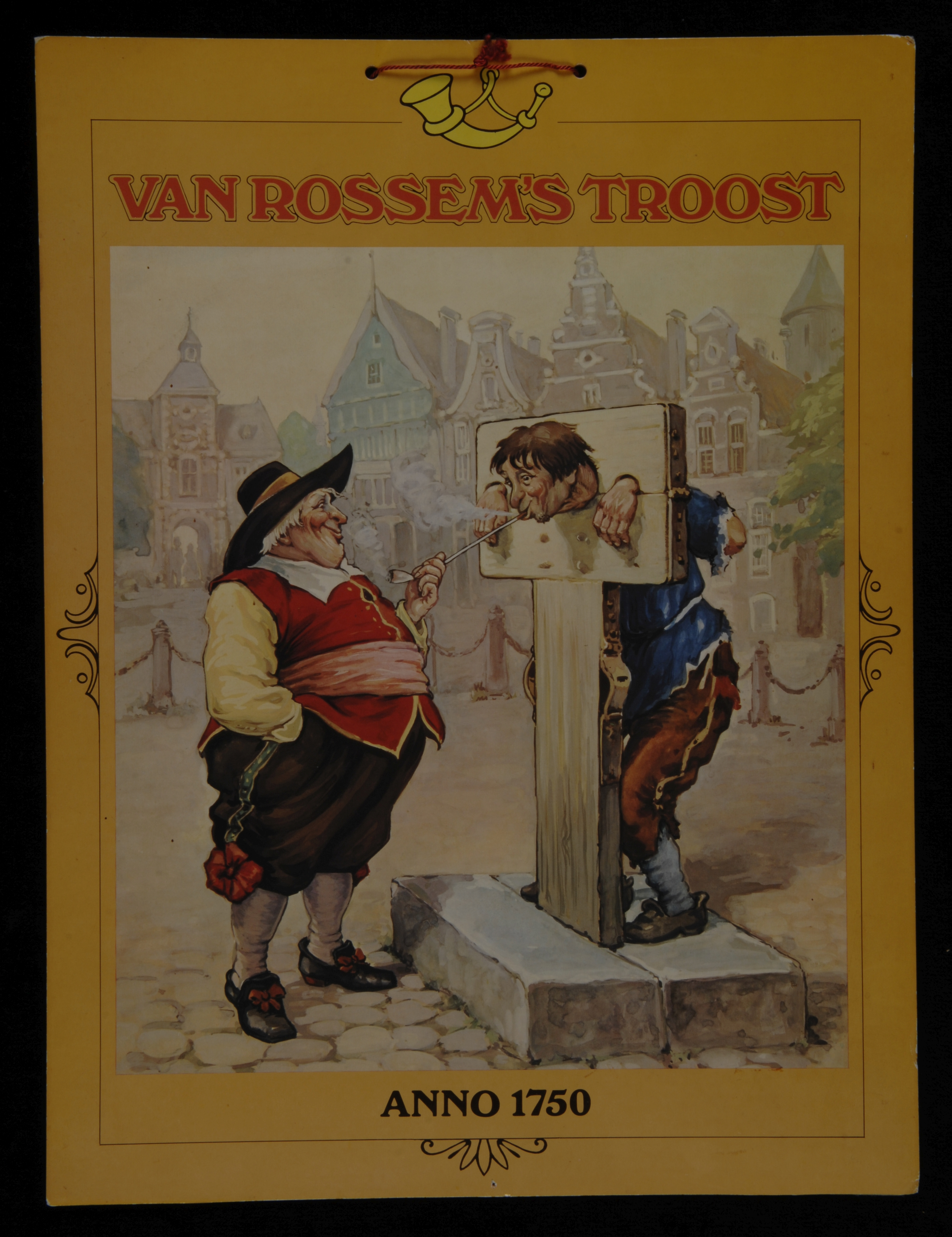
Kartonnen Poster: van Van Rossem´s Troost Pijptabak

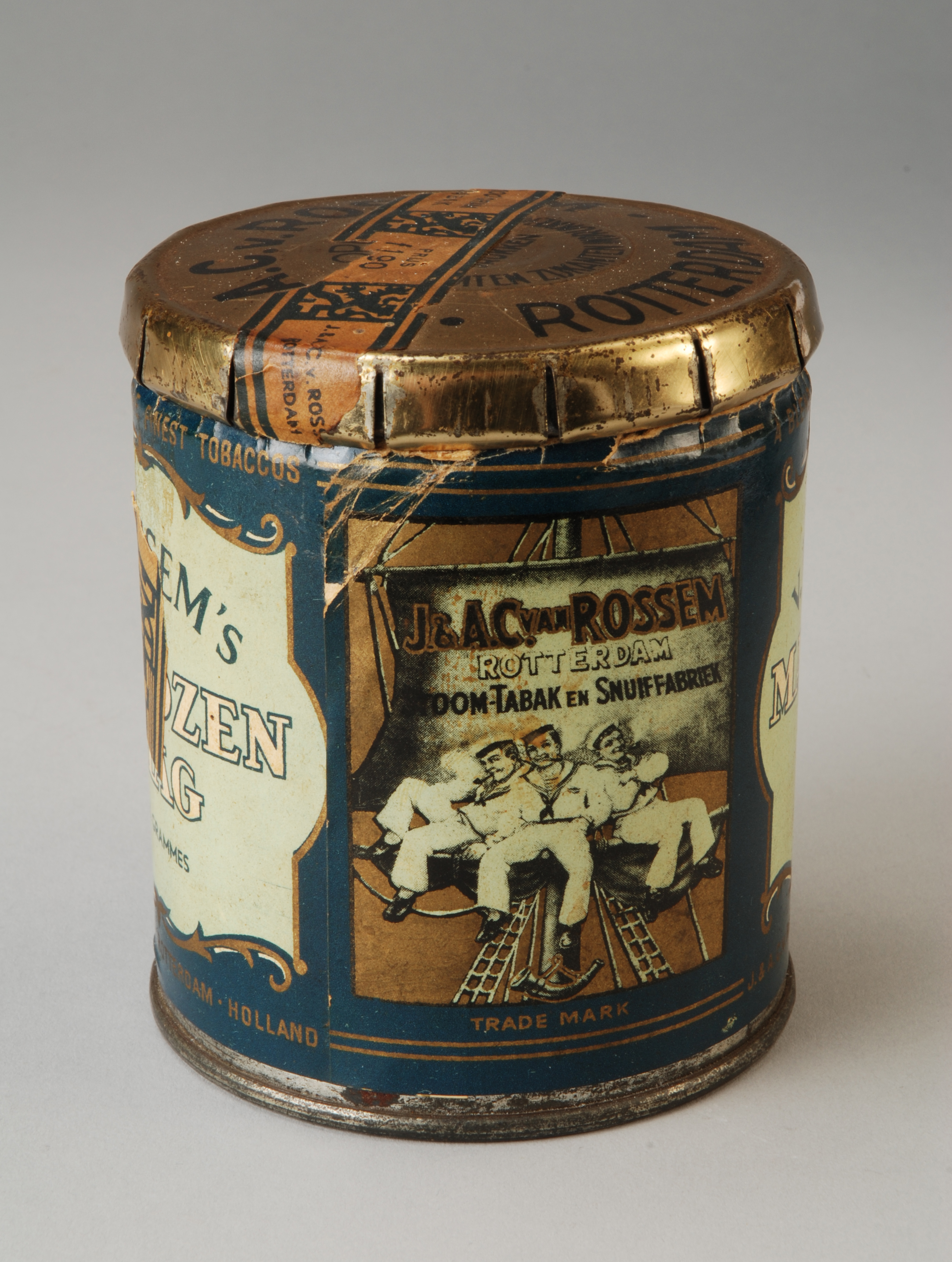
Verpakking in Blik: van Van Rossem's Matrozenshag

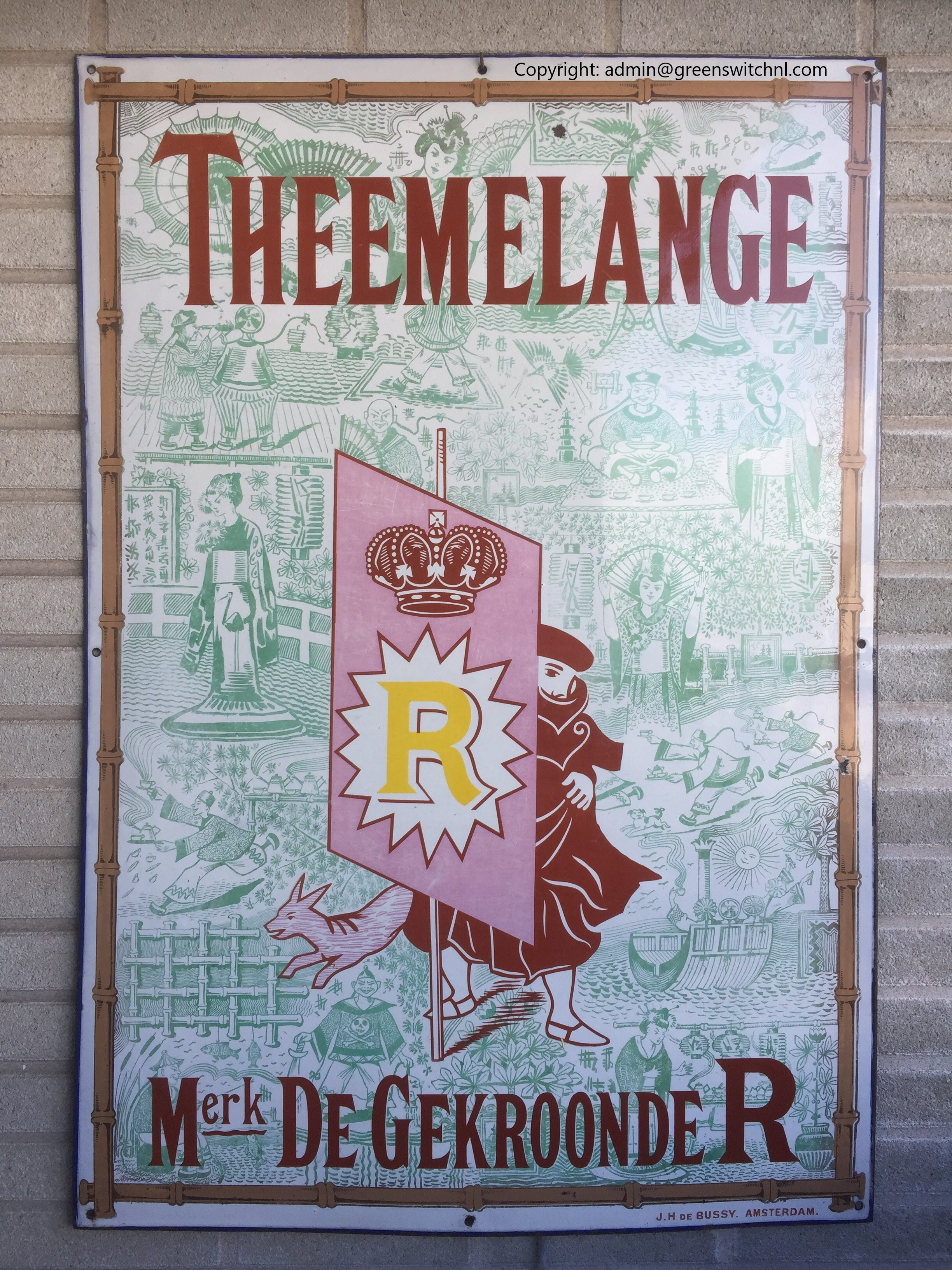
Emaille Reclamebord: van Theemelange Merk De Gekroonde R

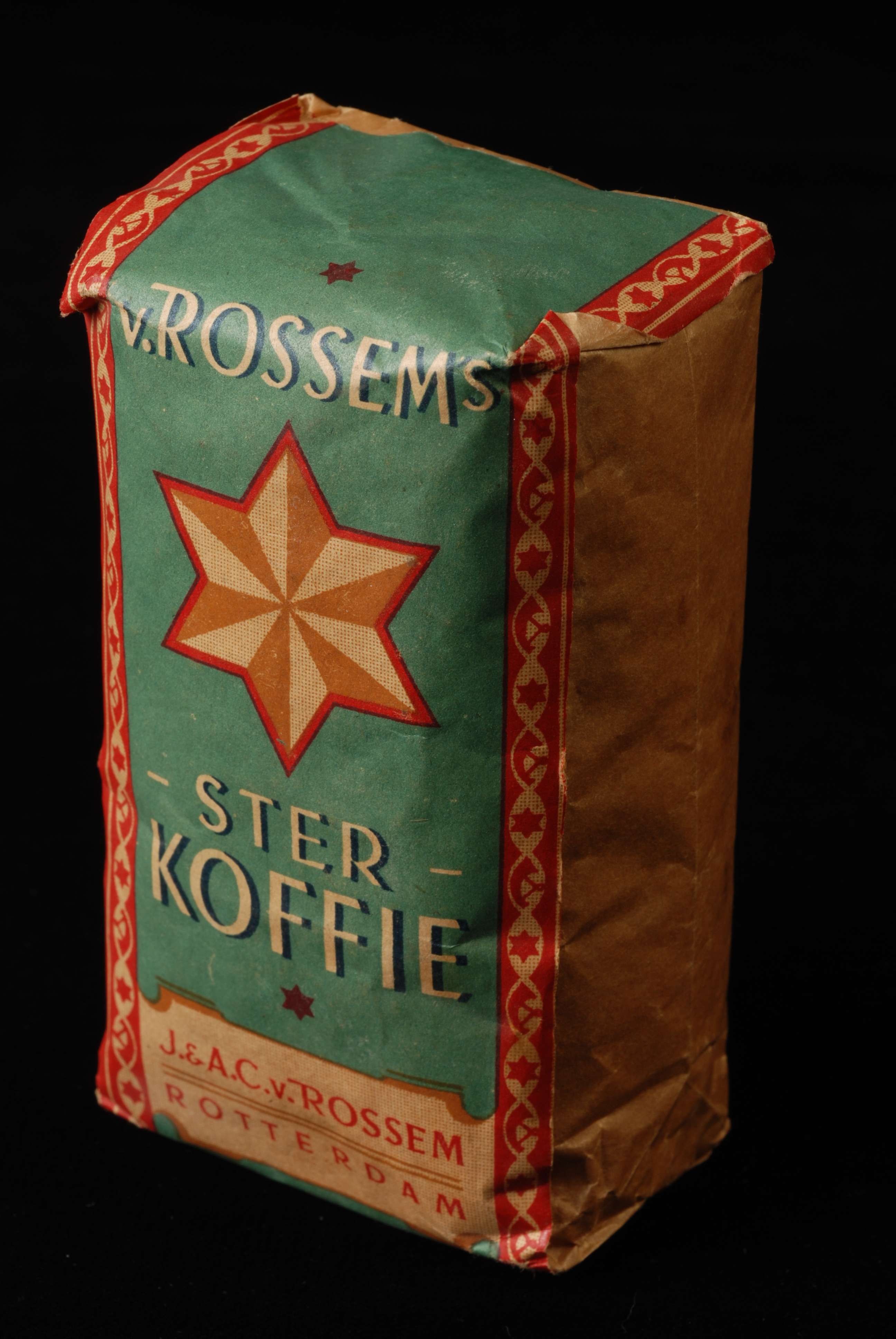
Papierenpak Koffiebonen: van Van Rossem's Ster Koffie

De J. & A.C. van Rossem Koninklijke Tabaksfabriek was een Nederlandse onderneming die handelde in tabak, snuif, koffie, thee en sigaren. Het bedrijf was gevestigd in Rotterdam.

## Geschiedenis

### 1750 - 1940
Het bedrijf is in 1750 opgericht door Adriaan van Rossem, die geboren is op 15 april 1731 en afkomstig is uit Erichem.  Adriaan van Rossem is twee keer getrouwd geweest. Op 3 mei 1753 met Neeltje Koren en op 14 maart 1756 met Jenneke van Rijn. Adriaan van Rossem vestigde zich als Winkelier en kerver van tabak aan de Hoogstraat in Rotterdam. In 1786 verkaste hij zijn bedrijf naar de Grote Markt, naar het huis Engelenberg. 
Circa 1800 kwam de bedrijfsleiding in handen van de uiteindelijke naamgevers, Jan van Rossem geboortedatum 9 oktober 1776 te Rotterdam & Adriaan Cornelis  van Rossem geboren op 13 maart 1783 te Pijnacker. Deze twee gingen verder met de bedrijfsnaam De Stoom, Tabak en Snuiffabriek van J. & A.C. van Rossem. Het bedrijf verkocht koffie, thee en vooral tabak uit Zuid- en Noord-Amerika en uit Nederlands-Indië. De klanten bestonden in die tijd vooral uit havenarbeiders, binnenvaartschippers en zeelui. Het bedrijf werd bekend door de z.g. Matrozenshag dat in een puntzakje zat waar het bedrijf zelf patent op had.
In 1906 verhuisde het bedrijf naar de Nieuwe Haven in Rotterdam. Door een aantal overnames ontstond er verdere groei, die zorgde voor de noodzaak van meer bedrijfsruimte. Dit was de reden, dat ook de naastgelegen panden aan de Nieuwe haven en het Groenendaal werden aangekocht. De bedrijfsnaam werd moderner en aangepast in Firma J. & A.C. van Rossem. Ook breidde het aantal personeelsleden uit van 50 werknemers in 1903 naar een werknemersbestand van ca 200 mensen in 1940. Op dat moment beschikte het bedrijf over een eigen tabaksfabriek, sorteerderij, branderij voor de koffie, opslag-bewerkingsfaciliteiten voor de theehandel, kistenmakerij, blikfabriek, pakhuizen en transportmiddelen. Vanwege de langere houdbaarheid startte het bedrijf met de verkoop van shag en tabak in blik, voorzien met een Amerikaans klik-klakdeksel.

### Tweede Wereldoorlog
Bij het bombardement op Rotterdam werden de gebouwen van de tabaksfabriek en koffiebranderij van het bedrijf op de Nieuwe Haven en Grootemarkt getroffen en onherstelbaar beschadigd. Wel bleven de pakhuizen in het havengebied, waar de meeste handelsvoorraden opgeslagen waren, ongedeerd. Dankzij deze overgebleven voorraad in de pakhuizen kon het bedrijf blijven bestaan. Er werd tijdelijk onderdak gevonden in de voormalige fabriek van Van Berkels Patent aan de Boezemsingel. Met o.a. hulp van Van Nelle, dat machines en apparatuur in bruikleen gaf, kon de productie gedeeltelijk weer opgestart worden. 

### Na de Tweede Wereldoorlog
In 1949 startte het bedrijf met de bouw van een nieuwe fabriek op het terrein waar men tijdelijk onderdak had gevonden na het bombardement.
Op 30 juni 1950 bestond het bedrijf 200 jaar. Dit werd gevierd tegelijkertijd met het veertigjarige jubileum van de heer L. van der Pol, als firmant van het bedrijf. 
In 1953 kreeg het bedrijf een koninklijk predicaat en mocht het zich J. & A.C. van Rossem Koninklijke Tabaksfabriek gaan noemen. 
In 1963 sloot het bedrijf een samenwerkingsovereenkomst met collegabedrijf Gruno uit Nijkerk. De productie van tabak werd hierbij overgeheveld van Rotterdam naar Nijkerk. 
Eind jaren 1960 kwamen de aandelen van het bedrijf in handen van houdstermaatschappij Douwe Egberts dat later de aandelen overdeed aan het Britse Rothmans International. In 1991 werd de productiefabriek van Gruno/Van Rossem door de eigenaar Rothmans International ondergebracht bij de Koninklijke Theodorus Niemeyer BV in Groningen.

## Merknamen, logo’s en spaarsystemen
Het bedrijf bracht een aantal handelsmerken op de markt. De bekendste zijn:
- Oud Wapen
- Ster Koffie
- Theemelange Merk De Gekroonde R
- Poorters Toeback Sigaren
- Van Rossem’s Troost (Gezellig en Gezond roken [7])
- Bobby Baai
- Matrozenshag [8]
- Schippers Tabak
- Rotterdam Shag
- Duo Shag

Naast vormgeving, beeld- en merknamen gebruikte het bedrijf ook logo's, zoals de veel gebruikte posthoorn boven de naam van Van Rossem. Om zich beter te kunnen onderscheiden van de concurrentie bracht het ook vier plaatjesalbums uit. Twee onder de handelsnaam Van Rossem over Delfstoffen en Onze Tuin en twee van Theemelange Merk De Gekroonde R., met Nederlandse Veldbloemen en Tropische Planten. In 1956 ontwikkelde men een serie spaarplaatjes van vliegtuigen zonder album en in 1960 werd in verband met de Olympische spelen een aantal sportplaatjes uitgebracht om in een pocketboekje te plakken. Dit boekje, met de naam Van Rossem's alles over sport is gemaakt door F. Bersch, met tekeningen van Louis de Beij en voorzien met een voorwoord van Jan Cottaar, in die jaren een bekende sportverslaggever.